# Sankt Jakobs Sogn
Sankt Jakobs Sogn er et sogn i Østerbro Provsti (Københavns Stift). Sognet ligger i Københavns Kommune; indtil Kommunalreformen i 1970 lå det i Sokkelund Herred (Københavns Amt). I Sankt Jakobs Sogn ligger Sankt Jakobs Kirke.
Sognet udskiltes i 1877 fra Sankt Johannes Sogn.
I Sankt Jakobs Sogn findes flg. autoriserede stednavne: